# 竹村奈良一
竹村 奈良一（たけむら ならいち、1906年6月27日 - 1978年11月17日）は、日本の政治家、農民運動家。衆議院議員（日本共産党公認、1期）、日本農民組合総本部書記長などを歴任。

## 来歴
奈良県高市郡金橋村（現・橿原市）出身。青年時代より農民運動に関わり、1929年全農奈良県連争議部長に就任。1931年には、同県生駒郡片桐村満願寺での小作争議に連座した廉で検挙、懲役2ヶ月・執行猶予3年の判決を受ける。その後、全農が方針転換したことに伴い日本農民連盟へ移籍。
戦後は日本農民組合奈良県支部書記長に就任するが、1949年に組合が分裂した際は容共の統一派に属し、常任中央委員を経て書記長となる。この間1949年の衆院選に奈良県全県区から出馬し初当選。1952年の衆院選に落選。
1978年11月17日、慢性硬膜下血腫のため奈良県天理市の天理よろづ相談所病院で死去。72歳。

## 著書
- 『われらの主張:農協運動発展のために』（奈良県農業協同組合中央会、1977年3月）